# Megapyge rufa
Megapyge rufa är en spindelart som beskrevs av Lodovico di Caporiacco 1947. Megapyge rufa ingår i släktet Megapyge och familjen krabbspindlar.
Artens utbredningsområde är Guyana. Inga underarter finns listade i Catalogue of Life.